# NGC 6945
NGC 6945 est une galaxie lenticulaire située dans la constellation du Verseau. Sa vitesse par rapport au fond diffus cosmologique est de 3 513 ± 22 km/s, ce qui correspond à une distance de Hubble de 51,8 ± 3,6 Mpc (∼169 millions d'al). NGC 6945 a été découverte par l'astronome allemand Albert Marth en 1864. Elle fut également découverte indépendamment par l'astronome français Édouard Stephan le 1er juillet 1870.
NGC 6945 est visuellement située près de l'étoile SAO 144663 (HD 196676).
À ce jour, seule une mesure non basée sur le décalage vers le rouge (redshift) donne une distance d'environ 42,200 Mpc (∼138 millions d'al), ce qui est à l'extérieur des valeurs de la distance de Hubble. Notons que c'est avec la valeur moyenne des mesures indépendantes, lorsqu'elles existent, que la base de données NASA/IPAC calcule le diamètre d'une galaxie et qu'en conséquence le diamètre de NGC 6945 pourrait être d'environ 24,4 kpc (∼79 600 al) si on utilisait la distance de Hubble pour le calculer.